# Gottfried Ludovici
Pour les articles homonymes, voir Ludovici.
Gottfried Ludovici ou Gottfried Ludwig est un professeur de théologie, érudit et biographe allemand, né le 26 octobre 1670 à Baruth bei Bautzen en Saxe et mort le 21 avril 1724 à Cobourg en Bavière.
Après ses études de théologie à l'université de Leipzig en 1690-1691, il est nommé en 1694 co-recteur de l’école Saint-Nicolas à Leipzig, puis en 1696 recteur à Schleusingen ; en 1713, il devient directeur du collège de Coburg (le Gymnasium Casimirianum) où il enseigne la théologie. Le 27 juin  1714, il obtient son doctorat en théologie à l'université d'Altdorf avec sa Disputatio inauguralis de valore sanguinis antediluviano.

## Œuvres (sélection)
- Dissertatio de feminarum meritis in rempublicam earumque prærogativis, Leipzig, 1690 (lire en ligne..
- De philosophia imaginum, Leipzig, 1695.
- Ethicorum ab exordio mundi historia, Schleusingen, 1698.
- Mauritiorum et Mauritiarum recensio, 1704.
- Historia rectorum, gymnasiorum scholarumque celebriorum, 5 vol., Leipzig, Lanckisius, 1708–1718.
- Nova seculi præsentis decennii primi spectralia et magica, 1711.
- Historia historiographorum, 1712-1713.
- Oratorische Nachricht von jetzigen Chrien, und deren Gebrauch bey langen und kürtzeren Orationen, Briefen und Abdanckungen, in zugänglichen Reguln und deutlichen Exempeln ... abgefaßt, Pfotenhauer, Coburg, Paul Gunther Pfotenhauer, 1714 (lire en ligne).
- Disputatio inauguralis de valore sanguinis antediluviano, Altdorf, Kohles, 1714 (lire en ligne).